# Почта Кабо-Верде
Почта Кабо-Верде (порт. Correios de Cabo Verde) — национальный оператор почтовой связи Кабо-Верде со штаб-квартирой в столице г. Прая. Государственное предприятие в форме общества с ограниченной ответственностью. Член Всемирного почтового союза.

## История
Одно из старейших учреждений страны. Почтовые отделения на островах Зелёного Мыса, тогда Португальской колонии, существовали с января 1849 года. Благодаря обретению независимости страны и её собственному спросу на развитие в июле 1981 года почта была преобразована в публичную компанию — Государственную компанию почт и телекоммуникаций — CTT-EP. В 1995 году, CTT-EP была разделена на две акционерные компании, при этом компания почтового сектора была переименована в Correios de Cabo Verde, SARL. Обычно компания называется CCV.
Основная цель CCV — управление государственной почтовой службой на всей территории страны и выполнение международных конвенций, соглашений и правил, касающихся почтового сектора. Почтовые отделения на Кабо- Верде находятся в самых крупных городах, которые только есть на островах. Режим работы почты на островах совпадает с установленным в Европе. То есть, в рабочие дни почтовые отделения работают с восьми часов утра до полуночи. Почта в Европу доходит примерно за две недели.